# Krummlauf

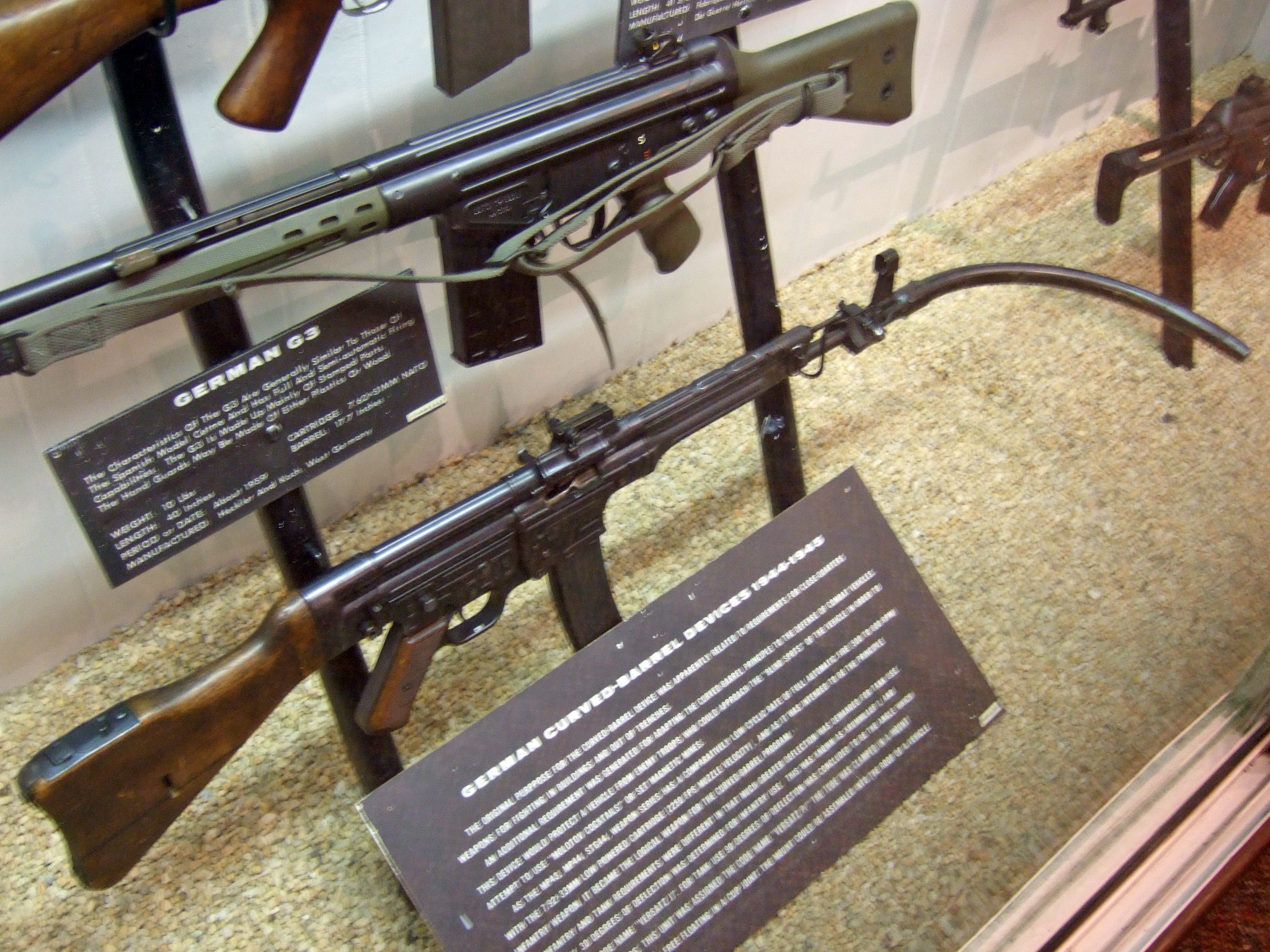
Ein Sturmgewehr 44 mit 90 Grad Krummlauf

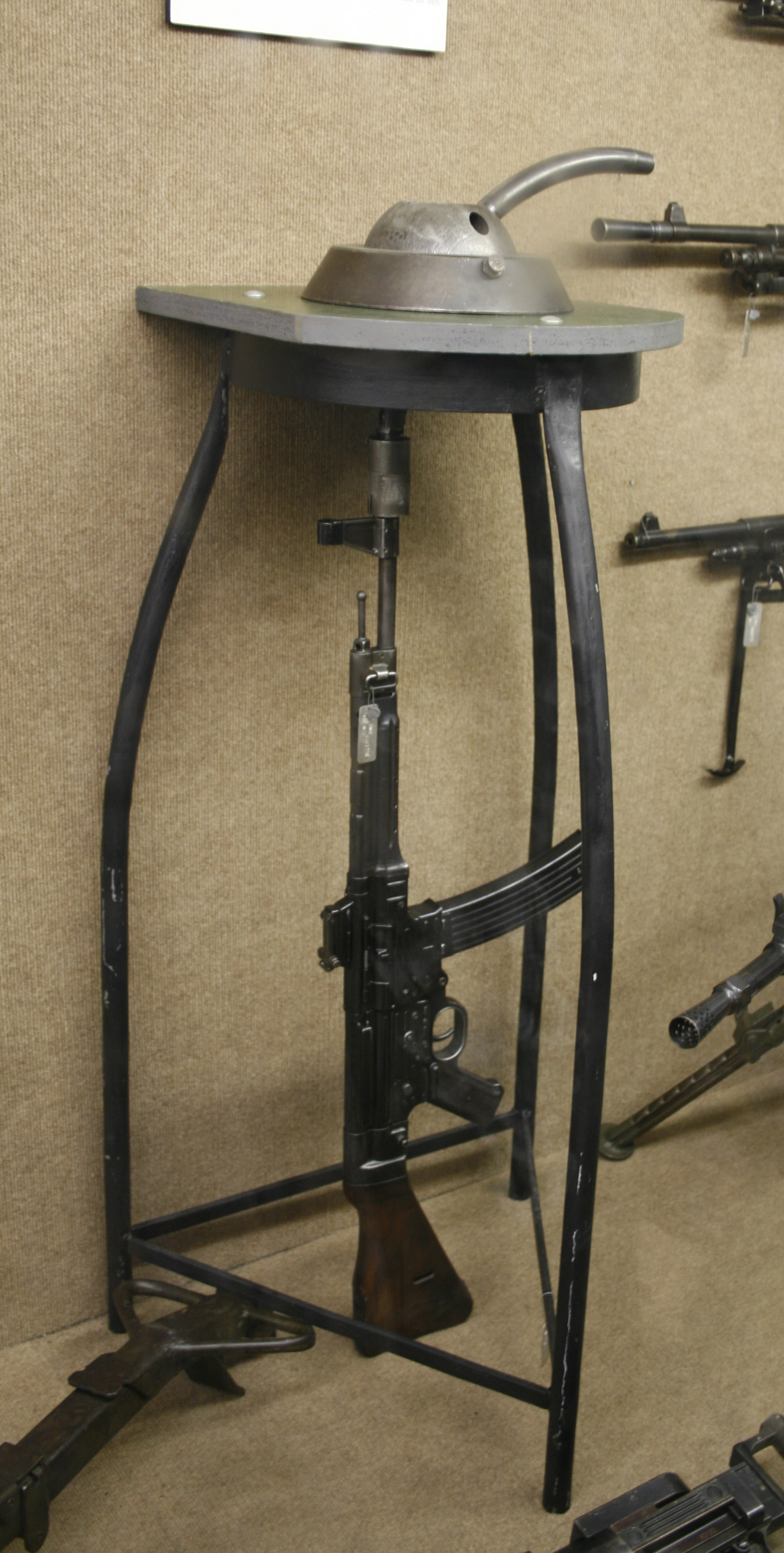
Sturmgewehr 44 mit Krummlauf für den Panzereinsatz (Wehrtechnische Studiensammlung Koblenz)

Der Krummlauf ist ein spezieller, verlängerter, gekrümmter Metallaufsatz (Vorsatz/Vorsatzlauf) für das Sturmgewehr 44, mit dem man je nach Modell um 30, 45 und 90 Grad um die Ecke schießen kann.

## Beschreibung
Der Krummlauf wurde eher aus der Not heraus entworfen. Ferdinand Porsche hatte 90 Fahrgestelle für den Panzerkampfwagen VI „Tiger“ produziert, der dann aber nicht in seinem Werk, sondern bei Henschel gebaut wurde. Um die Fahrgestelle doch noch verwenden zu können, wurden sie für einen neuen Jagdpanzer genutzt und erhielten die Bezeichnung „Ferdinand“, später „Elefant“ mit Verbesserungen wie einem MG-34 im Bug. Da der „Ferdinand“ keine Maschinengewehre für den Nahbereich besaß, konnten sowjetische Infanteristen an der Ostfront sich den Jagdpanzern relativ gefahrlos nähern und sie bekämpfen. Also wurde für das Sturmgewehr 44 der Krummlauf entwickelt, damit die Panzerbesatzungen durch die Luken des Panzers feuern und so herannahende Infanterie besser abwehren konnten; dazu gab es Ausführungen zum Einstecken in das Geschützrohr.
Durch die Krümmung im Lauf wurden die abgefeuerten Projektile starker Reibung ausgesetzt und erhitzten sich so stark, dass sie letztlich beim Austritt zerplatzten. So entsprach die Ladung effektiv einer Schrotladung, was im nahen Feuerkampf kein Nachteil war. Der Verschleiß dieser Läufe war hoch. Damit um die Ecke gezielt werden konnte, war eine Furche im Krummlauf (ab der Höhe der eigentlichen Mündung eines normalen Sturmgewehrs 44) notwendig, in der eine Spiegelvorrichtung (Prismenvorsatz) befestigt wurde.
Die Sowjetunion übernahm diese Idee testweise für die PPSch-41.
Das Prinzip des Krummlaufs wurde auch von der US Army auf die Maschinenpistole M3 angewandt und im 21. Jahrhundert, wenn auch in abgewandelter Form, für Sturmgewehre wieder aufgegriffen, um im Häuserkampf – beispielsweise in Afghanistan und im Irakkrieg – um Mauern und Hausfassaden herum gezielt feuern zu können. Diese Sturmgewehre sind kurz, in der Mitte knick- und schwenkbar, besitzen eine Kamera sowie einen Bildschirm, um gefahrlos um die Ecke zu sehen und Ziele anvisieren zu können.

## Mediale Rezeption
- Wunderwaffen und Rohrkrepierer – Erfindungen im Zweiten Weltkrieg (Weird Weapons of WWII), Dokumentation, USA (2006).